# アンナ・フォン・グライナー

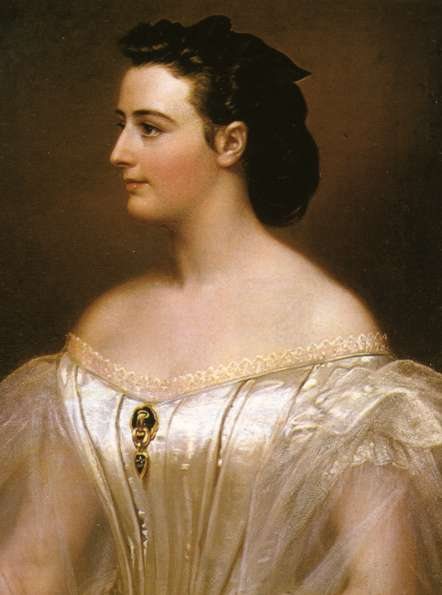
アンナ・フォン・グライナー、F・デュルク画、1861年

アンナ・フォン・グライナー（1836年 - ?）は、19世紀ドイツの女優。バイエルン王ルートヴィヒ1世のコレクション美人画ギャラリーの肖像画モデルの1人となったことで知られる。
大工のクリスティアン・ヤーコプ・バルテルマンとその内縁の妻ヴィルヘルミーネ・ヘアリッヒの間の娘として、フランクフルト・アム・マイン郊外ハウゼン地区で生まれる。ハンブルクやブラウンシュヴァイクで舞台女優としてのキャリアを積み、1857年10月ミュンヘンの宮廷劇団に所属する。1860年ウィーンに移るが、翌1861年にはミュンヘンに戻り、地主のエミール・フォン・グライナーと結婚した。しかし1865年には婚姻を解消し、その後の足取りや没年は不明である。
1861年、ルートヴィヒ王は亡き宮廷画家ヨーゼフ・カール・シュティーラーの甥で門下のフリードリヒ・デュルクに命じてアンナの肖像画を制作させ、肖像画は完成後、美人画ギャラリーに飾られた。画中のアンナの衣装は、腕にぴったりとくっついた内側の袖を覆っている、半透明の薄い素材で作られ、大きく膨らんだ外側の袖が特徴的である。衣装デザインは1830年代から1840年にかけてロシアで流行したドレスをモデルとしている。

## 引用・脚注
1. ↑  Strand Magazine (5 January 1902) (English). The Strand Magazine, No. 133 (Vol 23) (No. 133 (Vol 23) ed.). The Strand Magazine
2. 1 2  “Haus der Bayerischen Geschichte - Königreich - Anna von Greiner (1861)”. hdbg.eu. 2023年9月19日閲覧。
3. ↑  Schloss Nymphenburg
https://www.schloss-nymphenburg.de › ...
King Ludwig I's Gallery of Beauties, https://www.schloss-nymphenburg.de/englisch/palace/room15
4. ↑  Schloss Nymphenburg
https://www.schloss-nymphenburg.de › ...
King Ludwig I's Gallery of Beauties, https://www.schloss-nymphenburg.de/englisch/palace/room15